# Uva (település)
Uva (oroszul: Ува) település Oroszországban, Udmurtföldön, az Uvai járás székhelye.
Lakossága: 19 984 fő (a 2010. évi népszámláláskor).

## Fekvése
Izsevszktől 96 km-re nyugatra, az Uva folyó partján helyezkedik el. Vasútállomás az Izsevszk–Glazov vasútvonalról Kilmez felé leágazó szárnyvonalon. 

## Története
Fakitermelési munkások telepeként jött létre 1924-ben. A kitermelt fa Izsevszkbe szállítására épített erdei vasutat 1927-ben adták át. 1929-ben a folyó völgyében jó minőségű tőzeget fedeztek fel, a következő évben megkezdték a kitermelést. A tőzeg bányászatát és a fakitermelést végzők települése gyorsan növekedett, 1938-ban városi jellegű település besorolást kapott. A világháború idején a vasútvonalat széles nyomtávúra alakították és meghosszabbították Kilmez faluig, az ottani erdészeti gazdaságig és kényszermunkatáborig. 
Az 1950-es években kialakultak Uva alapvető kommunális létesítményei, téglagyára épült. Az 1970-es évek építkezései nyomán alakult át kisvárossá. Gyógyszanatóriuma 1987 óta fogad betegeket. 

## 21. század
A tőzegbányászattal már régen felhagytak. A 21. század elején továbbra is jelentős maradt a település élelmiszeripara és faipara. Korábbi szakmunkásképző és tanítóképző intézeteinek összevonásával 2006-ban középfokú szakképző tanintézet és hozzá 560 férőhelyes kollégium (kolledzs) létesült.